# 7 Things
Singles de Miley Cyrus
Start All Over
(2007) Fly on the Wall
(2008)
7 Things est le premier single du premier album de  Miley Cyrus, Breakout, destinée à un ancien petit ami : Nick Jonas, membre du groupe Jonas Brothers. Ce single a remporté un grand succès dans le monde, que ce soit aux États-Unis, où il est disque de platine, ou dans le reste du monde.

## Classements
| Certifications (2008)         | Positions |
| ----------------------------- | --------- |
| U.S. Billboard Hot 100        | 2         |
| U.S. Billboard Pop 100        | 14        |
| Australian ARIA Singles Chart | 10        |
| German Singles Charts         | 17        |
| Mexico Top 100                | 46        |
| Republica Dominica Top 100    | 30        |
| El Salvador Top 100           | 4         |
| Nicaragua Top 100             | 12        |
| Honduras Top 100              | 10        |
| Guatemala Top 100             | 14        |
| Costa Rica Top 100            | 16        |
| Ecuador Top 100               | 15        |
| Colombia Top 100              | 40        |
| New Zealand RIANZ Top 40      | 24        |
| Swiss Singles Top 100         | 49        |
| Canadian Hot 100              | 13        |
| Norway Singles Top 20         | 8         |
| Austria Singles Top 75        | 14        |
| Portugal Singles Top 50       | 40        |
| UK Singles Chart              | 26        |
| Japan Hot 100                 | 8         |